# Staurogyne bella
Staurogyne bella är en akantusväxtart som beskrevs av Cornelis Eliza Bertus Bremekamp. Staurogyne bella ingår i släktet Staurogyne och familjen akantusväxter. Inga underarter finns listade i Catalogue of Life.